# Campeonato Paulista de Futebol de 2018 - Série A3
O Campeonato Paulista de Futebol da Série A3 de 2018, ou somente Paulistão A3 2018, foi a 65.ª edição da terceira divisão do futebol paulista. A competição, organizada pela Federação Paulista de Futebol, contou com a participação de 20 equipes, sendo realizada entre 17 de janeiro e 28 de abril. Ao fim do torneio, o campeão e o vice garantiram acesso à Série A2 de 2019, enquanto os seis últimos foram rebaixados para a Segunda Divisão. Nesta edição, o torneio manteve 20 clubes, mas devido ao rebaixamento de seis equipes e promoção de apenas dois da Segunda Divisão (ou Série B), houve uma diminuição de 4 times, passando a contar com apenas 16 a partir de 2019, como as outras duas divisões superiores do Paulistão. 

## Regulamento
A competição será disputada por vinte equipes: além dos seis rebaixados da Série A2 de 2017 e dos dois promovidos da Segunda Divisão de 2017 (equivalente ao quatro patamar do futebol paulista), também participam os doze clubes que terminaram a Série A3 de 2017 entre o 3º e o 14º lugares.
Na primeira fase do torneio, as vinte equipes se enfrentarão em dezenove rodadas (todos contra todos, apenas jogos de ida). Os seis clubes com as menores pontuações serão rebaixados para a Segunda Divisão de 2019, enquanto os oito primeiros colocados avançarão para as quartas de final, em que o primeiro colocado enfrenta o oitavo, o segundo enfrenta o sétimo, o terceiro colocado joga contra o sexto e o quarto e quinto colocados se enfrentam. Nas semifinais os confrontos serão definidos através das campanhas, onde o time que teve a melhor campanha enfrenta o da quarta melhor campanha e o da segunda melhor campanha enfrenta o da terceira melhor campanha. Em esquema de mata-mata, os finalistas terão acesso garantido à Série A2 de 2019. A fim de determinar o campeão da terceira divisão, essas duas equipes se enfrentarão em jogos de ida e volta.

### Critérios de desempate
Em caso de empate de pontos entre dois clubes, os critérios de desempates deveram ser aplicados na seguinte ordem:
1. Número de vitórias
2. Saldo de gols
3. Gols marcados
4. Número de cartões vermelhos
5. Número de cartões amarelos
6. Sorteio público

## Equipes participantes[2]
| Aumento | Equipes promovidas da Segunda Divisão de 2017 |
| Baixa   | Equipes rebaixadas da Série A2 de 2017        |

| Equipe                                      | Cidade                | Em 2017  | Estádio                  | Capacidade | Títulos         |
| ------------------------------------------- | --------------------- | -------- | ------------------------ | ---------- | --------------- |
| Sport Club Atibaia                          | Atibaia               | 12º      | Salvador Russani         | 2 563      | 0               |
| Barretos Esporte Clube                      | Barretos              | 16º (A2) | Antônio Gomes Martins    | 13 007     | 0               |
| Capivariano Futebol Clube                   | Capivari              | 17º (A2) | Carlos Conalghi          | 19 000     | 1 (1984)        |
| Desportivo Brasil                           | Porto Feliz           | 7º       | Ernesto Rocco            | 5 120      | 0               |
| Esporte Clube São Bernardo                  | São Bernardo do Campo | 2º (SD)  | Baetão                   | 5 220      | 0               |
| Grêmio Esportivo Osasco                     | Osasco                | 13º      | José Liberatti           | 17 430     | 0               |
| Associação Desportiva Manthiqueira          | Guaratinguetá         | 1º (SD)  | Ninho da Garça           | 16 095     | 0               |
| Marília Atlético Clube                      | Marília               | 11º      | Bento de Abreu           | 19 600     | 0               |
| Sociedade Esportiva Matonense               | Matão                 | 10º      | Hudson Buck Ferreira     | 14 500     | 1 (1996)        |
| Mogi Mirim Esporte Clube                    | Mogi Mirim            | 19º (A2) | Vail Chaves              | 19 900     | 0               |
| Atlético Monte Azul                         | Monte Azul Paulista   | 4º       | Otacília Patrício Arroyo | 13 100     | 0               |
| Esporte Clube Noroeste                      | Bauru                 | 14º      | Alfredo de Castilho      | 18 866     | 1 (1995)        |
| Olímpia Futebol Clube                       | Olímpia               | 3º       | Maria Tereza Breda       | 15 000     | 1 (2007)        |
| Associação Atlética Portuguesa              | Santos                | 8º       | Ulrico Mursa             | 7 635      | 0               |
| Rio Branco Esporte Clube                    | Americana             | 5º       | Décio Vitta              | 16 300     | 1 (2012)        |
| Rio Preto Esporte Clube                     | S. José do Rio Preto  | 18º (A2) | Anísio Haddad            | 14 014     | 2 (1963 e 1999) |
| São Carlos Futebol Clube                    | São Carlos            | 9º       | Luís Augusto de Oliveira | 10 043     | 0               |
| Clube Atlético Taboão da Serra              | Taboão da Serra       | 6º       | José Ferez               | 7 500      | 0               |
| União Agrícola Barbarense Futebol Clube     | Santa Bárbara d'Oeste | 20º (A2) | Antonio Guimarães        | 14 913     | 1 (1967)        |
| Associação Esportiva Velo Clube Rioclarense | Rio Claro             | 15º (A2) | Benito Agnelo Castellano | 8 136      | 0               |

| Atibaia Barretos Capivariano Desportivo Brasil EC São Bernardo Grêmio Osasco Manthiqueira Marília Matonense Mogi Mirim Monte Azul Noroeste Olímpia Portuguesa Santista Rio Branco Rio Preto São Carlos Taboão da Serra U. Barbarense Velo ClubeLocalização das equipes participantes da Série A3 de 2018. |

## Fase final
Em itálico, os times que possuem o mando de campo no primeiro jogo do confronto e em negrito os times classificados.
|  | Quartas-de-final    | Quartas-de-final         | Quartas-de-final    | Quartas-de-final |   |             | Semifinais | Semifinais | Semifinais | Semifinais |  |  | Final   | Final |
|  |                     |                          |                     |                  |   |             |            |            |            |            |  |  |         |       |
|  | Velo Clube          | 2                        | 1                   | 3                |   |             |            |            |            |            |  |  |         |       |
|  | Capivariano         | 1                        | 3                   | 4                |   |             |            |            |            |            |  |  |         |       |
|  | Capivariano         | 1                        | 3                   | 4                |   | Capivariano | 1          | 2          | 3          |            |  |  |         |       |
|  |                     |                          |                     |                  |   | Capivariano | 1          | 2          | 3          |            |  |  |         |       |
|  |                     | Atibaia                  | 3                   | 3                | 6 |             |            |            |            |            |  |  |         |       |
|  | Noroeste            | Atibaia                  | 3                   | 3                | 6 | 0           | 0          | 0          |            |            |  |  |         |       |
|  | Noroeste            |                          |                     |                  |   | 0           | 0          | 0          |            |            |  |  |         |       |
|  | Atibaia             | 0                        | 1                   | 1                |   |             |            |            |            |            |  |  |         |       |
|  |                     |                          |                     |                  |   |             |            |            |            |            |  |  | Atibaia | 2     |
|  |                     |                          | Portuguesa Santista | 1                |   |             |            |            |            |            |  |  |         |       |
|  | Barretos            | 2                        | 3                   | 5                |   |             |            |            |            |            |  |  |         |       |
|  | Desportivo Brasil   | 1                        | 2                   | 3                |   |             |            |            |            |            |  |  |         |       |
|  | Desportivo Brasil   | 1                        | 2                   | 3                |   | Barretos    | 2          | 1          | 3          |            |  |  |         |       |
|  |                     |                          |                     |                  |   | Barretos    | 2          | 1          | 3          |            |  |  |         |       |
|  |                     | Portuguesa Santista (gf) | 2                   | 1                | 3 |             |            |            |            |            |  |  |         |       |
|  | São Carlos          | Portuguesa Santista (gf) | 2                   | 1                | 3 | 2           | 1          | 3          |            |            |  |  |         |       |
|  | São Carlos          |                          |                     |                  |   | 2           | 1          | 3          |            |            |  |  |         |       |
|  | Portuguesa Santista | 2                        | 2                   | 4                |   |             |            |            |            |            |  |  |         |       |

## Premiação
| Campeonato Paulista de 2018 - Série A3 |
| Atibaia                                |
| -------------------------------------- |
| Atibaia Campeão (1° título)            |

## Técnicos
| Equipe              | Técnico |
| ------------------- | --- |
| Atibaia             | Betão Alcântara (1ª—) |
| Barretos            | Paulinho McLaren (1ª—) |
| Capivariano         | Roberval Davino (1ª—) |
| Desportivo Brasil   | Caio Autuori (1ª—3ª) Caio Zanardi (4ª—21ª) |
| EC São Bernardo     | Ricardo Costa (1ª—12ª) Edmílson de Jesus (13ª—19ª) |
| Grêmio Osasco       | Vitor Mosca (1ª—19ª) |
| Manthiqueira        | Nilmara Alves (1ª—19ª) |
| Marília             | Jorge Rauli (1ª—4ª) Luiz Carlos Ferreira (5ª—13ª) Daniel Sabino (14ª—19ª)                                                                                            |
| Matonense           | Dennio Dago (1ª) Gláucio Rodrigues (2ª—7ª) Marinho Paranaense (interino) (8ª) Luciano Quadros (9ª—14ª) Gláucio Rodrigues (15ª—19ª)                                   |
| Mogi Mirim          | Álvaro Gaia (1ª—6ª) José Carlos Serrão (7ª—8ª) Todinho (9ª—13ª) Ângelo Neto (14ª—19ª)                                                                                |
| Monte Azul          | José Oliveira (1ª—19ª) |
| Noroeste            | Tuca Guimarães (1ª—8ª) Alberto Félix (1ª—21ª) |
| Olímpia             | José Galli Neto (1ª) Stélio Metzker (interino) (2ª—3ª) Odirlei Maurer (4ª—6ª) Paulinho Fonseca (7ª—10ª) Stélio Metzker (interino) (11ª—12ª) Marcos Birigui (13ª—19ª) |
| Portuguesa Santista | Sérgio Guedes (1ª—) |
| Rio Branco          | Fio (1ª—7ª) Andrezão (interino) (8ª) Jânio Fialho (9ª—10ª) William Sander (11ª—17ª) Andrezão (18ª—19ª)                                                               |
| Rio Preto           | Rodrigo Fonseca (1ª—12ª) João Santos (interino) (13ª) Paulo Cezar Catanoce (14ª—19ª)                                                                                 |
| São Carlos          | Edson Vieira (1ª—6ª) Luís Müller (7ª—15ª) Omar Curi (16ª—21ª) |
| Taboão da Serra     | Axel (1ª—19ª) |
| União Barbarense    | Claudemir Peixoto (1ª—17ª) Rodrigo Roges (18ª—19ª) |
| Velo Clube          | Lelo (1ª—7ª) Cléber Gaúcho (8ª—21ª) |

### Mudança de Técnicos
| Clube             | Antecessor        | Motivo                          | Data            | Última partida                      | Rod | Pos | Sucessor             | Ref.          |
| ----------------- | ----------------- | ------------------------------- | --------------- | ----------------------------------- | --- | --- | -------------------- | ------------- |
| Matonense         | Dennio Dago       | Licenciado                      | 19 de janeiro   | Matonense 2-0 União Barbarense      | 1ª  | 5°  | Gláucio Rodrigues    | [ 4 ]         |
| Olímpia           | José Galli Neto   | Demitido                        | 20 de janeiro   | EC São Bernardo 4-2 Olímpia         | 1ª  | 16° | Odirlei Maurer       | [ 5 ] [ 6 ]   |
| Desportivo Brasil | Caio Autuori      | Demitido                        | 25 de janeiro   | Desportivo Brasil 1-2 Noroeste      | 3ª  | 20° | Caio Zanardi         | [ 7 ] [ 8 ]   |
| Marília           | Jorge Rauli       | Remanejado                      | 28 de janeiro   | Marília 0-3 Portuguesa Santista     | 4ª  | 19° | Luiz Carlos Ferreira | [ 9 ] [ 10 ]  |
| São Carlos        | Edson Vieira      | Resignado                       | 3 de fevereiro  | São Carlos 2-3 Marília              | 6ª  | 13° | Luís Müller          | [ 11 ] [ 12 ] |
| Olímpia           | Odirlei Maurer    | Resignado                       | 4 de fevereiro  | Olímpia 2-3 União Barbarense        | 6ª  | 12° | Paulinho Fonseca     | [ 13 ]        |
| Mogi Mirim        | Álvaro Gaia       | Demitido                        | 6 de fevereiro  | Rio Preto 2-1 Mogi Mirim            | 6ª  | 20° | Zé Carlos            | [ 14 ]        |
| Rio Branco-SP     | Fio               | Demitido                        | 8 de fevereiro  | São Carlos 2-1 Rio Branco-SP        | 7ª  | 18° | Jânio Fialho         | [ 15 ] [ 16 ] |
| Velo Clube        | Lelo              | Demitido                        | 8 de fevereiro  | Velo Clube 0-1 Rio Preto            | 7ª  | 12° | Cléber Gaúcho        | [ 17 ]        |
| Matonense         | Gláucio Rodrigues | Remanejado                      | 9 de fevereiro  | Marília 2-1 Matonense               | 7ª  | 17° | Luciano Quadros      | [ 18 ] [ 19 ] |
| Noroeste          | Tuca Guimarães    | Contratado pelo Nacional-SP     | 11 de fevereiro | Rio Branco-SP 0-0 Noroeste          | 8ª  | 6°  | Alberto Félix        | [ 20 ] [ 21 ] |
| Mogi Mirim        | Zé Carlos         | Contratado pelo Sertãozinho     | 12 de fevereiro | Mogi Mirim 0-1 São Carlos           | 8ª  | 20° | Todinho              | [ 22 ] [ 23 ] |
| Rio Branco-SP     | Jânio Fialho      | Demitido                        | 19 de fevereiro | Desportivo Brasil 2-0 Rio Branco-SP | 10ª | 18° | William Sander       | [ 24 ] [ 25 ] |
| EC São Bernardo   | Ricardo Costa     | Contratado pelo São José-SP     | 24 de fevereiro | Matonense 1-1 EC São Bernardo       | 12ª | 13° | Edmílson de Jesus    | [ 26 ] [ 27 ] |
| Olímpia           | Paulinho Fonseca  | Remanejado                      | 26 de fevereiro | Olímpia 3-0 Rio Branco-SP           | 12ª | 12° | Marcos Birigui       | [ 28 ]        |
| Rio Preto         | Rodrigo Fonseca   | Contratado pelo Inter de Lages  | 26 de fevereiro | Grêmio Osasco 1-1 Rio Preto         | 12ª | 11° | Paulo Cesar          | [ 29 ] [ 30 ] |
| Marília           | Luiz Carlos       | Resignado                       | 1 de março      | Capivariano 3-2 Marília             | 13ª | 17° | Daniel Sabino        | [ 31 ] [ 32 ] |
| Mogi Mirim        | Todinho           | Remanejado                      | 2 de março      | Mogi Mirim 2-2 Matonense            | 13ª | 20° | Ângelo Neto          | [ 33 ]        |
| Matonense         | Luciano Quadros   | Demitido                        | 6 de março      | Noroeste 8-1 Matonense              | 14ª | 18° | Gláucio Rodrigues    | [ 34 ]        |
| São Carlos        | Luís Müller       | Contratado pelo Fernandópolis   | 8 de março      | Matonense 1-2 São Carlos            | 15ª | 8°  | Omar Curi            | [ 35 ] [ 36 ] |
| União Barbarense  | Claudemir Peixoto | Demitido                        | 19 de março     | União Barbarense 0-4 Capivariano    | 17ª | 16° | Rodrigo Roges        | [ 37 ]        |
| Rio Branco-SP     | William Sander    | Cont. pelo Novorizontino sub-20 | 20 de março     | Rio Branco-SP 4-1 Mogi Mirim        | 17ª | 17° | Andrezão             | [ 38 ]        |